# うさぎ座アルファ星
うさぎ座α星 (うさぎざアルファせい、α Lep / α Leporis) は、うさぎ座で最も明るい恒星で3等星。

## 概要
うさぎ座α星は光度階級で超巨星に分類される。11.2等のB星、11.9等のC星と三重星を成しているが、連星ではなく見かけの重星であるとされる。
太陽の5倍という高い窒素の含有率は、CNOサイクルによる水素核融合の副産物として窒素が生じるためとされる。誕生したときの質量は太陽の8〜10倍以下と推測されており、将来はネオンと酸素からなる白色矮星になると予想されている。

## 名称
固有名のアルネブ（Arneb）はアラビア語で「ウサギ（the Rabbit）」を意味する الأرنب（al-arnab, アル＝アルナブ、名詞 أرنب（arnab, アルナブ）の限定形）に由来する。2016年7月20日に国際天文学連合の恒星の命名に関するワーキンググループ (Working Group on Star Names, WGSN) は、Arneb をうさぎ座α星Aの固有名として正式に承認した。